# Zaplana, Logatec
Zaplana este o localitate din comuna Logatec, Slovenia, cu o populație de 66 de locuitori.